# Ienàkieve
Ienàkieve (en ucraïnès: Єнáкієве, en rus: Ена́киево, Ienàkievo) és una ciutat que pertany de iure a l'óblast de Donetsk d'Ucraïna, però que de facto està inclosa en els territoris ocupats per la Federació Russa. La ciutat està situada a la vora del riu Krynka a uns 60 quilòmetres de Donetsk.
És coneguda per ser el lloc de naixement de l'expresident ucraïnès Víktor Ianukòvitx.

## Economia
Ienàkieve és un important centre de Donbàs destacant-se la mineria del carbó, la metal·lúrgia, la producció química i la fabricació de materials de construcció. La ciutat posseeix una de les fàbriques metal·lúrgiques més antigues de la Ucraïna.

## Població
Cap al cens de 2001, més de 86% de la població de la ciutat utilitza la llengua russa en la seva vida quotidiana, mentre que 13,8% utilitza el l'ucraïnès. La població actual es calcula en 84.187 habitants i uns 161.500 a la seva zona metropolitana.

## Història
Els assentaments permanents al territori de l'actual Ienàkieve començaren al voltant de 1783. Durant la segona meitat del segle xix s'hi van obrir les primeres mines de carbó Sofíevski. La ciutat va sorgir el 1898 quan nombrosos treballadors de diversos assentaments propers es van unir en un sol assentament sota el nom de Fiòdor Ienàkiev. Les primeres mines de carbó dataven de 1853. L'establiment va ser incorporat com a ciutat el 1925. Al voltant de la Primera Guerra Mundial la ciutat tenia ja diverses fàbriques.
Entre 1928 i 1943 la ciutat va ser denominada Rýkovo per l'estadista soviètic Aleksei Ríkov. Entre 1941 i 1943 (en la Segona Guerra Mundial) la ciutat va patir atacs d'unitats alemanyes i italianes. Cap a 1950 la ciutat comptava ja amb diverses fàbriques dedicades a materials de construcció i automotrius.
Durant la Guerra de Donbas, la ciutat va ser capturada pels separatistes prorussos quan el 13 d'abril de 2014 activistes prorussos van capturar el seu ajuntament i van declarar que la ciutat formava part de la República Popular separatista de Donetsk.

## Galeria d'imatges

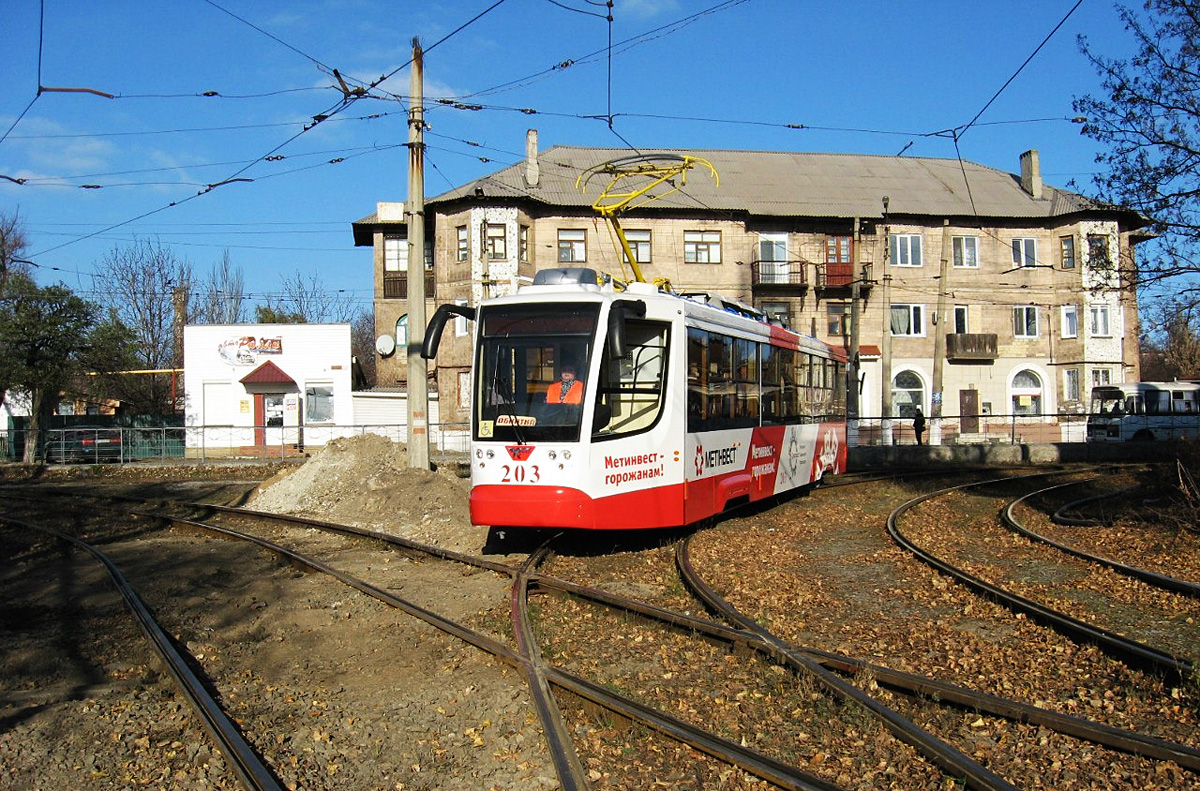
Tramvia de Ienàkieve
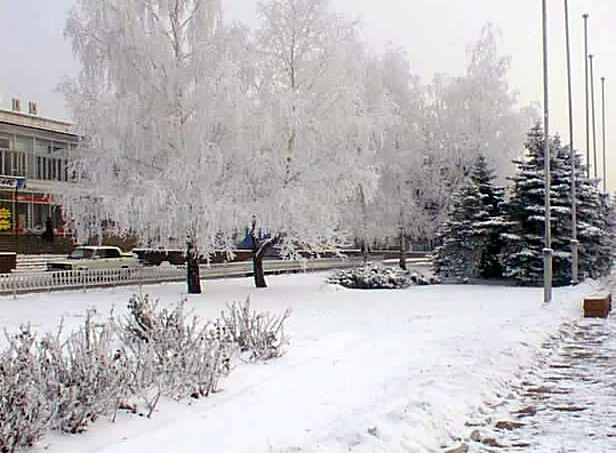
Plaça de Lenin.